# Eddie Sachs
Edward Julius „Eddie“ Sachs (* 28. Mai 1927 in Allentown, Pennsylvania, USA; † 30. Mai 1964 in Indianapolis, Indiana) war ein US-amerikanischer Rennfahrer.

## Midget Cars
Sachs begann seine Karriere als Mechaniker von Dutch Culp. Ab 1949 fuhr er selbst Midget-Car-Rennen. 1954–1956 wurde er jeweils Zweiter der Midwest-Meisterschaft. 1957 hatte er einen schweren Unfall, der ihn für einige Monate außer Gefecht setzte. 1958 konnte er die Midwest-Meisterschaft der Midgets endlich gewinnen.

## Champ Cars
Sachs startete zwischen 1950 und 1964 in 65 Rennen zur AAA/USAC-National Serie, von denen er acht gewinnen konnte. 1961 erzielte er mit Rang 2 seine beste Platzierung in der Meisterschaft.
Nachdem er sich zwischen 1953 und 1956 dreimal nicht qualifizieren konnte, startete Sachs 1957 zum ersten Mal bei den 500 Meilen von Indianapolis. Im Training konnte er sich in einem Kuzma – Offenhauser als Zweiter qualifizieren, im Rennen schied er jedoch nach 105 Runden mit einem Motorschaden aus. Auch die Rennen 1958, 1959 und 1960 musste er vorzeitig beenden. 1961 und 1962 waren seine erfolgreichsten Jahre. 1961 belegte er den zweiten Platz in einem Ewing-Offenhauser, ein Jahr später folgte Rang drei auf dem gleichen Fahrzeug. Da das Rennen zwischen 1950 und 1960 mit zur Fahrerweltmeisterschaft der zählte, stehen für Sachs auch vier Grand-Prix-Starts in der Statistik.
1964 verunglückte er in Indianapolis tödlich. In der zweiten Runde des Rennens drehte sich Dave MacDonald und prallte an die innere Begrenzungsmauer der Start-Ziel-Geraden. Sein Wagen wurde zurückgeschleudert. Sachs konnte ihm nicht mehr ausweichen. Beide Fahrer wurden bei dem Unfall, bei dem die Fahrzeuge in Flammen aufgingen, getötet. In den Unfall waren noch fünf weitere Fahrzeuge verwickelt. Ronnie Duman wurde schwer verletzt.
Als eigentliche Ursache für den Unfall wird angenommen, dass MacDonalds neuer Heckmotorwagen Thompson 63 noch zu unerprobt war, schlecht lag und den Fahrer letztendlich überforderte.

## Persönliches
Sachs war in zweiter Ehe mit Nance McGarrity verheiratet. Ihr gemeinsamer Sohn Eddie Sachs III wurde ebenfalls Rennfahrer, konnte aber nie die Erfolge seines Vaters erreichen. Er wurde Geschäftsmann und Miteigentümer eines NASCAR-Teams. Neben seiner Karriere als Rennfahrer betrieb er eine Cocktail Longue.

## Statistik

### Indy-500-Ergebnisse
| Jahr | Startnr. | Start | Qual (km/h) | Ergebnis | Runden | Führung | Ausfall          |
| ---- | -------- | ----- | ----------- | -------- | ------ | ------- | ---------------- |
| 1953 | 34       | DNQ   |             |          |        |         |                  |
| 1954 | 54       | DNQ   |             |          |        |         |                  |
| 1956 | 58       | DNQ   |             |          |        |         |                  |
| 1957 | 88       | 2     | 231,516     | 23       | 105    | 0       | Motor            |
| 1958 | 28       | DNQ   |             |          |        |         |                  |
| 1958 | 88       | 18    | 232,787     | 22       | 68     | 1       | Antrieb          |
| 1959 | 44       | 2     | 234,010     | 17       | 182    | 0       | Getriebe         |
| 1960 | 6        | 1     | 235,893     | 21       | 132    | 21      | Magnetzündung    |
| 1961 | 12       | 1     | 237,325     | 2        | 200    | 44      |                  |
| 1962 | 2        | 27    | 235,635     | 3        | 200    | 0       |                  |
| 1963 | 9        | 10    | 240,688     | 17       | 181    | 0       | Unfall           |
| 1964 | 25       | 17    | 243,681     | 30       | 1      | 0       | tödlicher Unfall |